# Зубровка душистая
Зубро́вка души́стая, или Зубровка паху́чая, чаполоть (лат. Hieróchloe odoráta) — вид многолетних растений рода Зубровка (Hierochloe) семейства Злаки (Gramineae).

## Биологическое описание

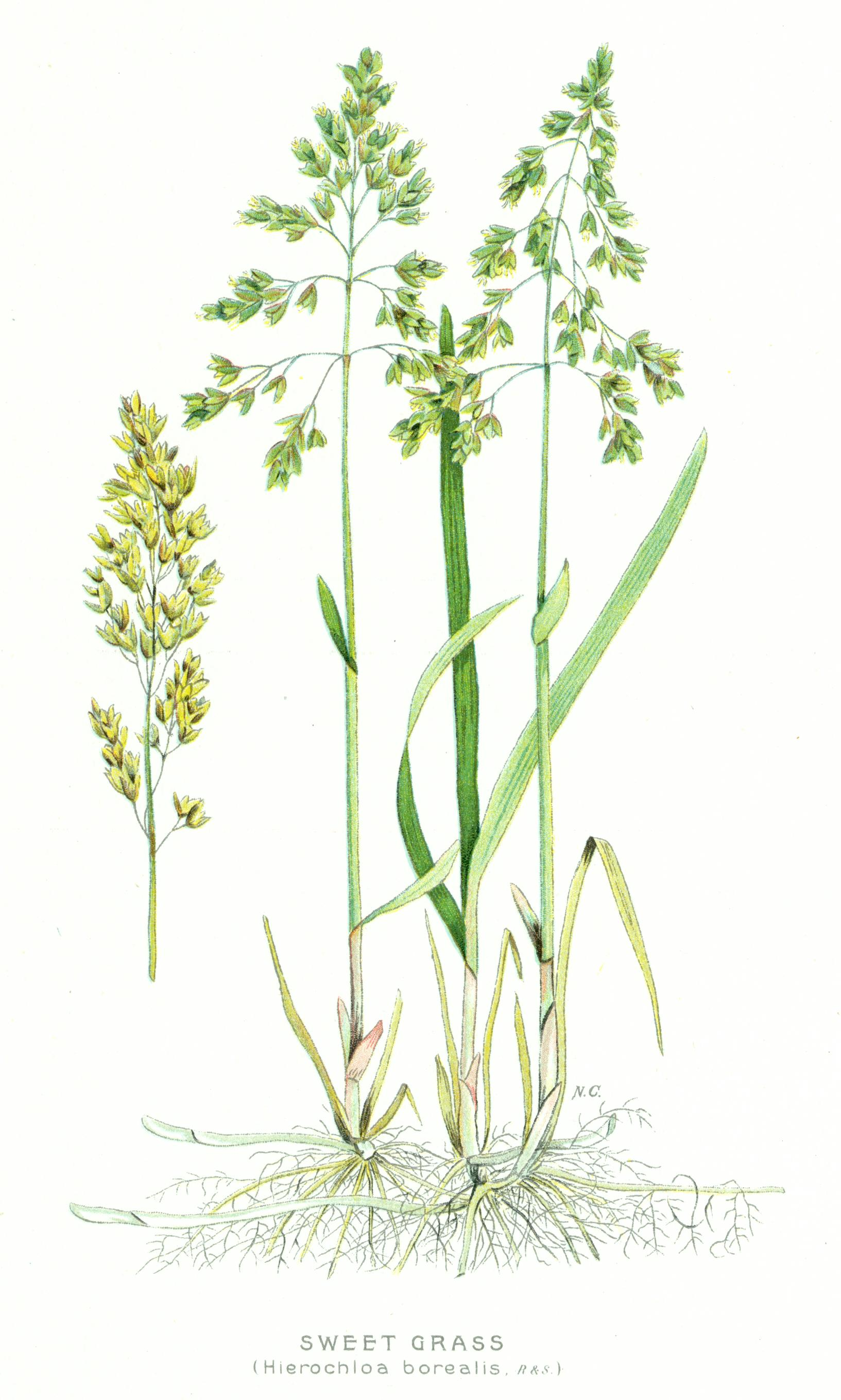
Ботаническая иллюстрация из книги Джорджа Кларка и Джеймса Флетчера Farm Weeds, 1906

Многолетнее растение с длинным ползучим корневищем.
Стебли высотой 30—80 см, гладкие.
Листья 3—6(8) мм шириной, плоские, прикорневые длинно-заострённые, стеблевые — ланцетно-линейно-укороченные; язычок 2—4 мм длиной. Влагалища листьев голые, гладкие или шершавые, иногда с кольцом из мелких волосков в месте отхождения листовой пластинки, реже рассеянно волосистые.
Соцветие — метёлка 5—10 см длиной и 3—7 см шириной с горизонтально отстоящими веточками; колоски яйцевидные или округлые, золотисто- или жёлто-бурые; наружные колосковые чешуи продолговато-яйцевидые, часто зубчатые, немного длиннее внутренних; внутренние колосковые чешуи по краю с ресничками. Цветков в колоске три (два мужских с тремя тычинками и один обоеполый с двумя тычинками и пестиком).
Цветёт в мае — июне. Зерновки созревают в августе.

## Распространение и среда обитания
Голарктический вид. Распространена на Украине, в Белоруссии, европейской части России, на Кавказе, в Западной Сибири, на Дальнем Востоке, в Средней Азии. В горах на высоте до 3000 м над уровнем моря.
Растёт на лугах, травянистых склонах, лесных полянах среди кустарников; в разреженных борах, на опушках, болотах, приречных песках; чаще на супесчаных и песчаных почвах. В степях и полупустынях, по окраинам лиманов на периодически увлажняемых почвах.
Размножается и распространяется семенами и вегетативно.

## Растительное сырьё
Растение содержит ангидрид оксикоричной кислоты в виде гликозида, придающего ему ароматный запах. В стеблях и корнях обнаружено значительное количество алкалоида динаксина, кумарин.
Запах растения сильно кумариновый, вкус слегка вяжущий.

## Значение и применение

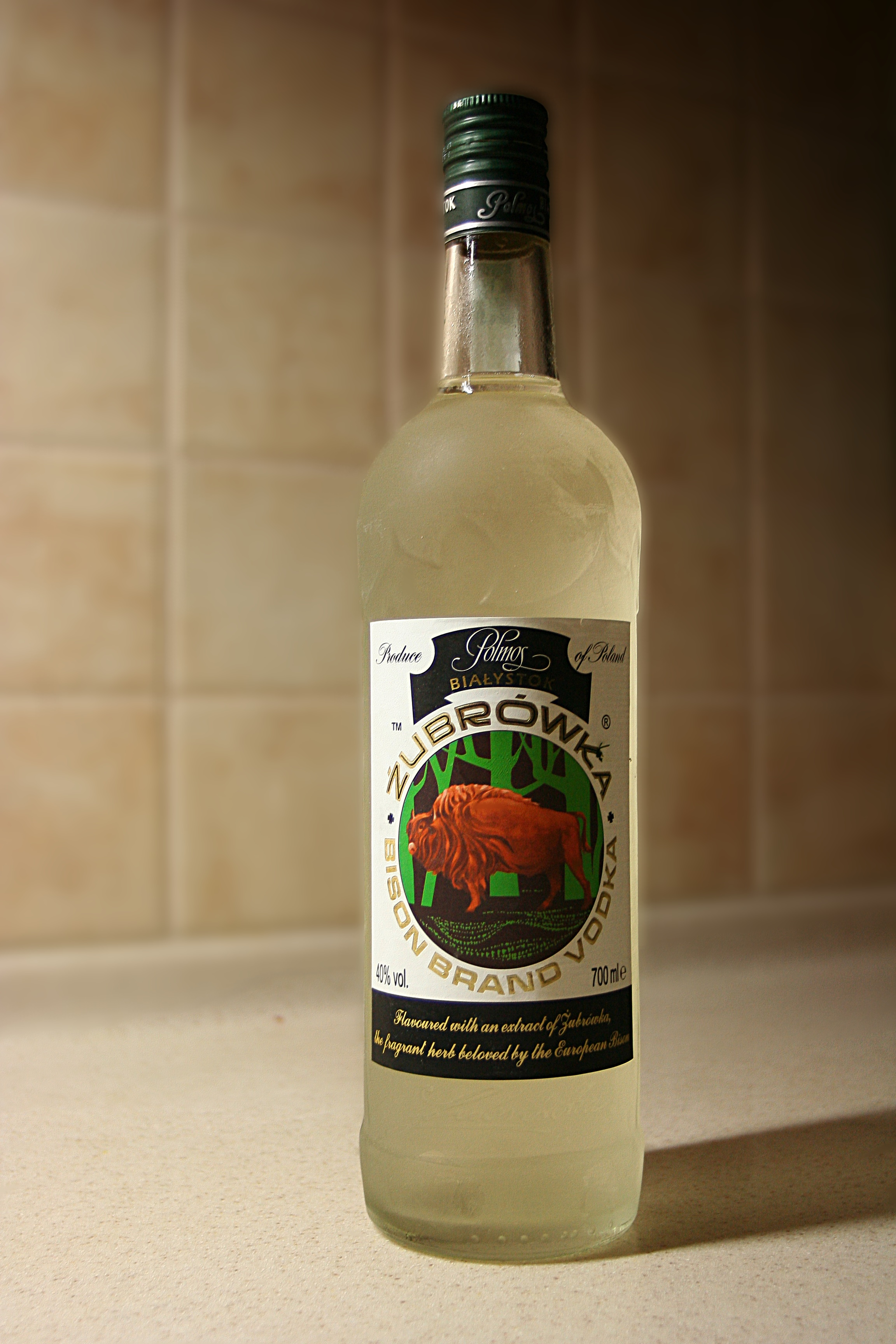
Алкогольный напиток «Зубровка»

Надземную часть применяют в ликёро-водочной промышленности для изготовления ароматической настойки «Зубровка» и в кондитерской промышленности для изготовления пищевых эссенций. Ликёро-водочная промышленность СССР использовала ежегодно около 500 т зубровки.
Испытано и одобрено в качестве пряности при обработке рыбы. Зубровка входит в состав рецептур российских пряностей в качестве ароматизатора, усиливающего общий букет композиции пряностей. Используется в ограниченном количестве в связи с резко индивидуальным восприятием.
В народной медицине зубровку душистую использовали как средство, повышающее аппетит, усиливающее деятельность пищеварительного тракта.
Вследствие наличия в значительных количествах алкалоида динаксина ядовито для сельскохозяйственных животных. Из-за наличия кумарина поедается животными плохо, но небольшая примесь к сену улучшает аппетит и увеличивает надои у коров. Урожайность свежей надземной массы 150—300 г/м².
Зубровка душистая имеет хорошо развитую корневую систему и создает плотную дернину, её рекомендуют для укрепления железнодорожных насыпей и овражных склонов.

## Классификация

### Таксономия
Вид Зубровка душистая входит в род Зубровка (Hierochloe) семейства Злаки (Poaceae) порядка Злакоцветные (Poales).
На сайтах NCBI и GRIN этот вид считается синонимом вида Anthoxanthum nitens (Weber) Y.Schouten & Veldkamp, а на сайте EOL — синонимом подвида Hierochloe alpina subsp. alpina (Sw. ex Willd.) Roemer & J.A.Schultes.
|  |                                      |  |                                                             |                                                             |                 |  | ещё 17 семейств (согласно Системе APG II) | ещё 17 семейств (согласно Системе APG II) |                       |  |  |  | ещё около 40 видов |
|  |                                      |  |                                                             |                                                             |                 |  | ещё 17 семейств (согласно Системе APG II) | ещё 17 семейств (согласно Системе APG II) |                       |  |  |  | ещё около 40 видов |
|  |                                      |  |                                                             | порядок Злакоцветные                                        |                 |  |                                           |                                           | род Зубровка          |  |  |  |                    |
|  |                                      |  |                                                             | порядок Злакоцветные                                        |                 |  |                                           |                                           | род Зубровка          |  |  |  |                    |
|  | отдел Цветковые, или Покрытосеменные |  |                                                             |                                                             | семейство Злаки |  |                                           |                                           | вид Зубровка душистая |  |  |  |                    |
|  | отдел Цветковые, или Покрытосеменные |  |                                                             |                                                             | семейство Злаки |  |                                           |                                           |                       |  |  |  |                    |
|  |                                      |  | ещё 44 порядка цветковых растений (согласно Системе APG II) | ещё 44 порядка цветковых растений (согласно Системе APG II) |                 |  |                                           | ещё около 600 родов                       | ещё около 600 родов   |  |  |  |                    |
|  |                                      |  |                                                             | ещё 44 порядка цветковых растений (согласно Системе APG II) |                 |  |                                           |                                           | ещё около 600 родов   |  |  |  |                    |

### Синонимы
По данным The Plant List на 2013 год, в синонимику вида входят:
- Anthoxanthum hirtum (Schrank) Y.Schouten & Veldkamp
- Anthoxanthum nitens (G.H.Weber) Y.Schouten & Veldkamp
- Avena odorata (L.) Koeler
- Dimesia fragrans (Willd.) Raf.
- Hierochloe annulata Petrov
- Hierochloe arctica J.Presl
- Hierochloe baltica (G.Weim.) Czerep.
- Hierochloe borealis (Schrad.) Roem. & Schult.
- Hierochloe fragrans (Willd.) Roem. & Schult.
- Hierochloe glauca Gliem. ex Bab., nom. inval.
- Hierochloe hirta (Schrank.) Borbás
- Hierochloe nashii (C.Bicknell) Kaczm.
- Holcus arcticus Sommerf.
- Holcus borealis Schrad.
- Holcus fragrans Willd.
- Holcus odoratus L.
- Poa nitens Weber
- Savastana hirta Schrank
- Savastana nashii C.Bicknell
- Savastana odorata (L.) Scribn.
- Torresia nashii (C.Bicknell) House
- Torresia odorata (L.) Hitchc.